# Lucia Hablovičová
Lucia Hablovičová (* 16. únor 1979, Bratislava, Československo) je slovenská modelka, moderátorka a bývalá ředitelka Miss Slovensko.

## Počátky
Narodila se v Bratislavě. Její matka je zdravotní sestrou, má bratra Michala. Vystudovala pedagogickou školu, od střední školy se však věnuje modelingu.

## Kariéra
V 16 letech se začala objevovat před fotoaparáty a na přehlídkových molech. O 5 let později se zúčastnila soutěže Miss Slovensko a v roce 2005 se dokonce stala ředitelkou této soutěže a v této pozici vydržela až do roku 2010. Pracovala také jako dramaturg v TV Markíza, kde do roku 2005 také moderovala pořad Smotánka.

## Osobní život
V minulosti žila se zpěvákem Ivanem Táslerem. Do roku 2010 byl jejím partnerem moderátor Rastislav Žitný. V roce 2013 se jí narodil syn Theo.